# 韓国独立アニメーション協会
韓国独立アニメーション協会（かんこくどくりつアニメーションきょうかい、한국독립애니메이션협회）は、大韓民国文化体育観光部所管の社団法人である。独立アニメーションの制作と流通活性化によって、韓国産創作アニメーションの多様性と完成度向上に寄与するために、2005年6月9日に設立された。事務室はソウル特別市西大門区阿峴洞282-6 2階にある。

## 主要な事業
- 独立アニメーション制作活性化のための関連政策開発および関連事業支援
- 独立アニメーションの配給流通などに関する構造改善関連事業など